# Didaktik
Didaktik — серия домашних компьютеров, выпускавшихся в Чехословакии компанией Didaktik Skalica Co. (Скалица) с 1986 по 1994 год. Первые модели (Alfa, Beta) были клонами PMD 85 (компании Tesla Piešťany, Пьештяни) на основе процессора Intel 8080 и в основном использовались в школах. Последующие модели были клонами ZX Spectrum на Zilog Z80 и предназначались для домашнего использования.

## Клоны PMD 85

### Didaktik Alfa
Didaktik Alfa был выпущен в 1986 году в качестве «более профессионального» клона PMD 85-1. Процессор — MHB 8080 (Intel 8080A) на частоте 2,048 МГц, 48 КБ ОЗУ, 4 КБ ПЗУ плюс кассета ПЗУ с Бейсиком, неплохая клавиатура, выход на монитор (но не на телевизор), разрешение 288×256, 4 цвета. Несмотря на некоторые различия в ПЗУ, сохранена совместимость с PMD 85.
Didaktik Alfa 2 выпущен в 1987 году, клон PMD 85-2. ПЗУ на плате увеличено до 16 КБ — добавлен BASIC.

### Didaktik Beta
Несколько улучшенная версия Didaktik Alfa. Добавлено расширенное управление памятью и поддержка локальной сети.

## Клоны ZX Spectrum

### Didaktik Gama
Первый клон ZX Spectrum в серии Didaktik. 80 КБ ОЗУ, разделённого на два переключаемых банка по 32 КБ, плюс 16 КБ медленной памяти; 16 КБ ПЗУ. Этот компьютер остался недостижимой мечтой для многих детей и взрослых в социалистической Чехословакии, поскольку компьютер был довольно дорогим и редко появлялся в продаже; в записи на его приобретение состояли по нескольку лет. Дизайн машины был довольно прост — серая или чёрная коробочка размером с лист A5 с плоской пластиковой клавиатурой и портами на тыльной стороне устройства. Все игры для ZX Spectrum 48K были в целом совместимы с этой моделью. Компьютер использовался с кассетным магнитофоном в качестве устройства хранения и бытовым телевизором в качестве устройства вывода.
Didaktik Gama выпускался в трёх вариантах. Первый, Gama '87, исправлял ряд ошибок в ПЗУ ZX Spectrum, тем самым нарушая совместимость с рядом игр, а также вносил несколько новых ошибок, которые препятствовали использованию второго банка памяти в 32 КБ из Бейсика. Gama '88 исправлял ошибки ZX Spectrum более совместимым способом, а также исправлял ошибку с переключением банков. Последней и лучшей моделью стала Gama '89, в которой был исправлен ещё ряд ошибок. Производство серии Didaktik Gama было прекращено в 1992 году.

### Didaktik M
Следующая модель, Didaktik M, появилась в 1990 году. Был сделан ряд улучшений в дизайне корпуса, клавиши курсора были выделены в отдельную группу, отдельно стоит кнопка сброса (RESET). В отличие от Gama, установлено всего 48 КБ ОЗУ (на плате стояло 64 КБ ОЗУ, но использовалось только 48 КБ). ОЗУ больше не разделялось на быстрое и медленное. На задней панели расположены два разъёма для джойстиков и системный разъём. Вместо оригинальной ULA, использовался чип Т34ВГ1 российской компании Ангстрем. Микросхема ПЗУ (Т34РЕ1) также производилась Ангстрем. При загрузке на месте стандартной строки копирайта выводилась надпись «© 1989 DIDAKTIK SKALICA».

### Didaktik Kompakt
Выпущен в 1992 году. По сути, Didaktik M со встроенным дисководом Didaktik 80 (на 3,5" 720 КБ), портом джойстика и параллельным портом. Подключался к телевизору через разъём SCART, либо к EGA-монитору. В отличие от предыдущих моделей, блок питания встроен в корпус. Объём ПЗУ увеличен вдвое: 16 КБ на Sinclair BASIC и 16 КБ для операционной системы MDOS. ОЗУ — 48 КБ, с возможностью расширения до 128 КБ.
Функция SNAP дисковода сохранилась, но вызывалась уже не отдельной кнопкой, а комбинацией клавиш Shift Caps + стрелка влево + стрелка вправо.

### Didaktik Gama 192
Имеются упоминания компьютера Didaktik Gama 192 — это клон ZX Spectrum с 192 КБ ОЗУ, построенный на основе оригинальной ULA от Ferranti.
Производство всех моделей Didaktik было прекращено в 1994 году.

## Периферия
Под маркой Didaktik также выпускалось несколько периферийных устройств, для подключения к системному разъёму:
- Interface M/P — параллельный порт для подключения принтера
- Didaktik D40 — дисковод для дисков на 5,25 дюйма, выпущен в 1992 году. Имеет «волшебную кнопку» (SNAP), позволяющую сбросить всё содержимое памяти на диск, с тем чтобы позже загрузить этот образ и продолжить работу с того же места.
- Didaktik D80 — дисковод для дисков на 3,5 дюйма, выпущен в конце 1992 года одновременно с Didaktik Kompakt.
- Melodik[чеш.] — блок 3-голосового звукового синтезатора на основе AY-3-8910, со встроенным динамиком и разъёмом на 3,5 мм. Адреса портов устройства совпадают с портами синтезатора на ZX Spectrum 128K, тем самым сохраняется совместимость.
- Keyboard Proface — интерфейс для подключения PC-клавиатуры
- Didaktik Zeta — плоттер в корпусе похожем на Didaktik Alfa[4]
- Джойстик с двумя кнопками (соединены параллельно)

- Didaktik M
- Дисковод D80
- Melodik
- Interface M/P
- Джойстик